# Tetramorium shensiense
Tetramorium shensiense är en myrart som beskrevs av Bolton 1977. Tetramorium shensiense ingår i släktet Tetramorium och familjen myror. Inga underarter finns listade i Catalogue of Life.